# Gnophos corsalba
Gnophos corsalba là một loài bướm đêm trong họ Geometridae.